# Robert Johnson
Robert Leroy Johnson (Hazlehurst, Mississippi, 8 de maio de 1911 – Greenwood, Mississippi, 16 de agosto de 1938) foi um cantor, compositor e guitarrista norte-americano de blues.
Johnson é um dos músicos mais influentes do Mississippi Delta Blues e é uma importante referência para a padronização do consagrado formato de doze compassos para o blues. Influenciou grandes artistas durante anos como Muddy Waters, que considerava Johnson "o mais importante cantor de blues que já viveu". Em 2011, foi eleito o 71º melhor guitarrista da história, em uma enquete de eleitores e colaboradores da revista norte-americana Rolling Stone.

## Biografia

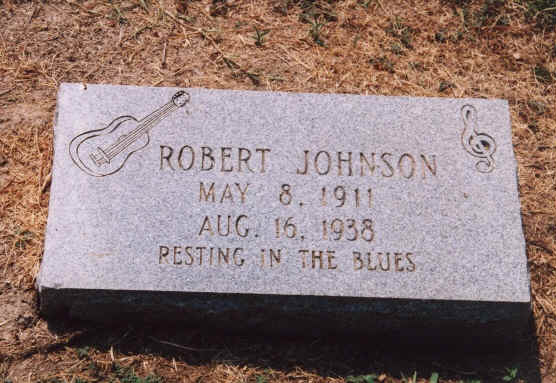
A lápide do túmulo de Robert Johnson

Johnson nasceu em Hazlehurst, Mississippi, mas sua data de nascimento oficialmente aceita, provavelmente está errada. Registros existentes (documentos escolares, certidões de casamento e certidão de óbito) sugerem diferentes datas, entre 1909 e 1912, embora nenhum contenha a data de 1911.
Robert Johnson gravou apenas 29 músicas em um total de 40 faixas, em duas sessões de gravação em San Antonio, Texas, em Novembro de 1936 e em Dallas, Texas, em Junho de 1937. Treze músicas foram gravadas 2 vezes e suas músicas continuam sendo interpretadas e adaptadas por diversos artistas e bandas, como Led Zeppelin, Bob Dylan, Eric Clapton, The Rolling Stones, The Blues Brothers, Red Hot Chili Peppers e The White Stripes.
Em abril de 2019 foi lançado o documentário ReMastered: Devil at the Crossroads na Netflix.

## Morte

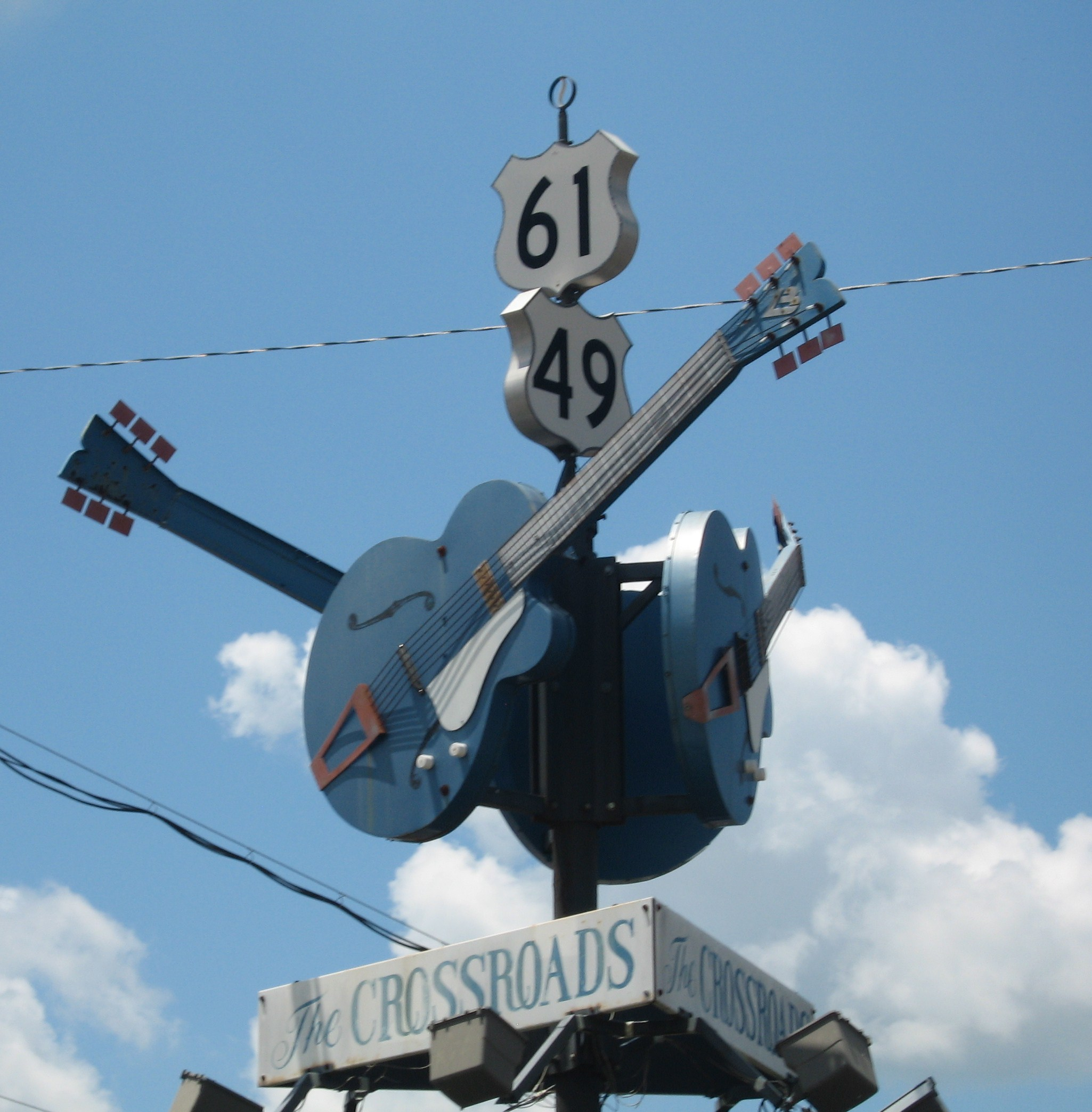
A famosa encruzilhada (crossroads) em Clarksdale, Mississippi

Em 1938 durante uma apresentação no bar "Tree Forks", Johnson bebeu whisky envenenado com estricnina, supostamente preparado pelo dono do bar, o qual estava enciumado porque o músico supostamente flertou com sua mulher. Sonny Boy Williamson, que estava tocando junto com Jonhson, havia alertado-o sobre o whisky, mas ele não lhe deu atenção. Johnson se recuperou do envenenamento, mas contraiu uma pneumonia e morreu 3 dias depois, em 16 de agosto de 1938, em Greenwood, Mississippi. Há várias versões populares para sua morte: que haveria morrido envenenado pelo whisky, que haveria morrido de sífilis e que havia sido assassinado com arma de fogo, etc. Seu certificado de óbito cita apenas "No Doctor" (sem médico) como causa da morte.
Outro mito popular recorrente sugere que Johnson vendeu sua alma ao diabo na encruzilhada das rodovias 61 e 49 em Clarksdale, Mississippi, com seu violão e uma garrafa de whisky adulterado, quando teria-se ouvido um bend escandaloso de uma gaita cromada - assim teria se manifestado o diabo. Tomou seu violão, afinou um tom abaixo e o devolveu para Johnson e tocou como toca nas gravações, e fez isso em troca da proeza para tocar guitarra.
Este mito foi difundido principalmente por Son House, e ganhou força devido às letras de algumas de suas músicas, como "Crossroads Blues", "Me And The Devil Blues" e "Hellhound On My Trail". O mito também é descrito no filme de 1986 Crossroads, no episódio 8 da segunda temporada da série Supernatural, na música Sinfonia do Inferno de Kamaitachi e no episódio 14 da terceira temporada de Legends of Tomorrow, além da faixa bônus da página 101 do livro Encruzilhada (Literata, 2011), do autor brasileiro Ademir Pascale. O mito ainda explica detalhes sobre ele ter saído desesperadamente do bar Tree Forks, sendo perseguido por cães pretos e foi encontrado com marcas de mordidas profundas, cortes em forma de cruz no rosto e seu violão intacto ao lado do corpo ensanguentado. Robert morreu de olhos abertos e uma expressão tranquila no rosto.
LIVRO
Essas histórias, porém, não passam de mitos sobre Johnson, segundo a biografia "A música do diabo: A verdadeira história da lenda do blues Robert Johnson". Lançada em junho de 2022, a obra escrita pelos norte-americanos, Bruce Conforth (professor de folclore) e Gayle Dean Wardlow (historiador de blues), desmente a história do pacto com o diabo e esclarece as circunstâncias da morte de Robert Johnson..
Esse desmentido é amparado por diversas fontes consultadas e analisadas pelos autores. Uma delas é que Johnson desenvolveu seu estilo após se aprimorar no violão através de aulas com um talentoso violonista do Mississipi, Ike Zimmerman, ao contrário dos falsos poderes supostamente concedidos pelo diabo. Outras fontes dão o contexto da morte de Johnson, que tomou do whiskey envenenado com naftalinas, dado por um dono de juke point (casa de música, dança e jogos de negros na zona rural), enciumado pela traição de sua mulher com o músico. Diz o livro que esse veneno não tinha poder de matar uma pessoa, mas apenas de causar desconfortos estomacais na vítima. Foi fatal para Robert porque ele sofria de úlcera, que teria sido diagnosticada semanas antes por um médico consultado por ele em companhia de uma de suas irmãs. A bebida envenenada causou sangramento no estômago e esôfago do músico, que morreu dois dias depois, sem assistência médica.

## Influência
Apesar do seu estilo, muito peculiar do Delta Blues e o padrão técnico das gravações de sua época muito distantes dos padrões estéticos e técnicos de hoje, Robert Johnson é frequentemente citado como "o maior cantor de blues de todos os tempos", e até mesmo como o mais importante músico do século XX.
Antes de Robert Johnson, o blues era de um jeito. Com Johnson, o gênero foi estilizado e padronizado tanto na estrutura ritmica, com a definição de compassos, quanto no arranjo, com a aplicação de afinações diversas e uso de slides.
O estilo de blues criado por Johnson influenciou seus contemporâneos e músicos mesmo após mais de 20 anos desde sua morte. Eric Clapton é um dos guitarristas influenciados por Johnson nos anos 60. Antes disso, nos anos 50, tivemos Elmore James, outro mestre da guitarra. Praticamente todo o blues que veio depois de Robert Johnson tinha seu estilo de compasso, padrão de letra e melodia, afinações abertas para uso de slide e técnicas para tocar solo, ou seja, sem qualquer outro instrumento para acompanhar.

## Discografia
Onze discos de 78 rotações foram lançados pela Vocalion durante sua vida, e mais doze após sua morte.
| Faixa | Gravação | Catálogo      | Lançamento | Título                       | Duração |
| ----- | -------- | ------------- | ---------- | ---------------------------- | ------- |
| 1.    | 11/23/36 | Vocalion 3416 | 1937       | Kind Hearted Woman Blues     | 2:29    |
| 2.    | 11/23/36 | Vocalion 3416 | 1937       | Terraplane Blues             | 3:01    |
| 3.    | 11/26/36 | Vocalion 3445 | 1937       | 32-20 Blues                  | 2:50    |
| 4.    | 11/27/36 | Vocalion 3445 | 1937       | Last Fair Deal Gone Down     | 2:39    |
| 5.    | 11/23/36 | Vocalion 3475 | 1937       | I Believe I'll Dust My Broom | 2:57    |
| 6.    | 11/27/36 | Vocalion 3475 | 1937       | Dead Shrimp Blues            | 2:29    |
| 7.    | 11/23/36 | Vocalion 3519 | 1937       | Ramblin' On My Mind          | 2:57    |
| 8.    | 11/27/36 | Vocalion 3519 | 1937       | Crossroad Blues              | 2:29    |
| 9.    | 11/23/36 | Vocalion 3563 | 1937       | Come On In My Kitchen        | 2:52    |
| 10.   | 11/27/36 | Vocalion 3563 | 1937       | They're Red Hot              | 2:56    |
| 11.   | 11/27/36 | Vocalion 3601 | 1937       | Walkin' Blues                | 2:30    |
| 12.   | 11/23/36 | Vocalion 3601 | 1937       | Sweet Home Chicago           | 2:57    |
| 13.   | 6/19/37  | Vocalion 3623 | 1937       | From Four Until Late         | 2:22    |
| 14.   | 6/20/37  | Vocalion 3623 | 1937       | Hellhound On My Trail        | 2:37    |
| 15.   | 6/20/37  | Vocalion 3665 | 1937       | Malted Milk                  | 2:20    |
| 16.   | 6/20/37  | Vocalion 3665 | 1937       | Milkcow's Calf Blues         | 2:17    |
| 17.   | 6/19/37  | Vocalion 3723 | 1937       | Stones In My Passway         | 2:28    |
| 18.   | 6/19/37  | Vocalion 3723 | 1937       | I'm A Steady Rollin' Man     | 2:35    |
| 19.   | 6/20/37  | Vocalion 4002 | 1938       | Stop Breakin' Down Blues     | 2:21    |
| 20.   | 6/20/37  | Vocalion 4002 | 1938       | Honeymoon Blues              | 2:16    |
| 21.   | 6/20/37  | Vocalion 4108 | 1938       | Little Queen Of Spades       | 2:16    |
| 22.   | 6/20/37  | Vocalion 4108 | 1938       | Me And The Devil Blues       | 2:34    |
| 23.   | 11/27/36 | Vocalion 4630 | 1939       | Preachin' Blues              | 2:52    |
| 24.   | 6/20/37  | Vocalion 4630 | 1939       | Love In Vain                 | 2:20    |

As próximas faixas foram lançadas após 1939:
| Gravação | Matriz    | Lançamento | Título                                 | Duração |
| -------- | --------- | ---------- | -------------------------------------- | ------- |
| 11/23/36 | SA-2584-1 | 1961       | When You Got A Good Friend take ♯1     | 2:37    |
| 11/23/36 | SA-2584-2 |            | When You Got A Good Friend take ♯2     | 2:50    |
| 11/23/36 | SA-2585-1 | 1961       | Come On In My Kitchen take ♯1          | 2:47    |
| 11/23/36 | SA-2587-1 |            | Phonograph Blues take ♯1               | 2:37    |
| 11/23/36 | SA-2587-2 |            | Phonograph Blues take ♯2               | 2:32    |
| 11/27/36 | SA-2629-2 | 1961       | Crossroad Blues take ♯2                | 2:29    |
| 11/27/36 | SA-2633-1 | 1961       | If I Had Possession Over Judgement Day | 2:34    |
| 6/20/37  | DAL-397-1 | 1961       | Drunken Hearted Man take ♯ 1           | 2:24    |
| 6/20/37  | DAL-397-2 |            | Drunken Hearted Man take ♯ 2           | 2:19    |
| 6/20/37  | DAL-400-1 | 1961       | Travelin' Riverside Blues take ♯ 1     | 2:47    |
| 6/20/37  | DAL-400-2 |            | Travelin' Riverside Blues take ♯ 2     | 2:47    |
| 6/20/37  | DAL-402-2 |            | Love In Vain take ♯ 1                  | 2:28    |

## Prêmios e honrarias

### Grammy Awards
| Ano  | Categoria              | Título                  | Gênero | Selo                 | Resultado |
| ---- | ---------------------- | ----------------------- | ------ | -------------------- | --------- |
| 1990 | Melhor Álbum Histórico | The Complete Recordings | Blues  | Sony/Columbia Legacy | Vencedor  |

### Grammy Hall of Fame
| Ano da Gravação | Título           | Gênero | Selo     | Ano da Inclusão |
| --------------- | ---------------- | ------ | -------- | --------------- |
| 1936            | Cross Road Blues | Blues  | Vocalion | 1998            |